# 神霊狩/GHOST HOUND
『神霊狩/GHOST HOUND』（しんれいがり ゴーストハウンド）は、Production I.G20周年記念として制作されたアニメーション作品。WOWOWで2007年10月18日よりスクランブル枠にて放送された。

## 概要
本作には、士郎正宗が1987年に設計を完了した「GHOSTHOUND」という原案がある。士郎がProduction I.Gのためにプロットを書き下ろし、設定の絵も数回発表していたものの、制作は中断されていた。その企画を元に、アニメの制作スタッフが士郎の代表作『攻殻機動隊』とは違うものを目指して物語を作り上げた。
監督の中村隆太郎とシリーズ構成・脚本の小中千昭は『serial experiments lain』など複数の作品で一緒に仕事をしているが、本作では小中が中村のホームグラウンドであるジュブナイルに寄せていった形となっている。
精神医療や、脳科学、シャーマニズムなどを題材としたProduction I.Gらしい衒学的な作風であると同時に、大人や子供の隔てなく細やかな人物描写が展開される作品である。作中の特徴としては、未知の世界への跳躍と挑戦といった肯定的な面と、逆に未知の世界や特異な現象に惑わされ、壊されていく日常など二つの相反する要素を取り扱っている。
2008年10月からテレ玉『アニたま』枠にて地上波初放送された。

## ストーリー
遥か古来より、この世界“現世”は、別の世界“幽世”と重なり合っていた。
日本の原風景の面影を残す地方の小さな町・水天町。この町に住む中学生、 古森太郎と大神信は、それぞれ消し去ることのできない過去を持っていた。町の誰もが忘れられないでいる、11年前に起きた一つの事件。ある日東京から引っ越してきた転校生、中嶋匡幸は2人の過去に触れようとする。3人の出会いによって、各々に背負ってきた過去が絡み合っていく。そして、太郎の持つ力がもうひとりの少女との出会いを導いていく。
O.B.E.、“体外離脱体験”とも呼ばれる“魂抜け”を行えるようになった少年たちは、“幽世”を彷徨うことで不可思議な現象へと誘われ、常識を超えたものへと触れてゆく。死者の目撃。神霊の知覚。“想像”したものの発現。
だが彼らは“幽世”と11年前の事件には関係があるのではないかと気づいてゆく。

## 登場人物
古森 太郎（こもり たろう）
声 - 小野賢章
本作の主人公。中学2年生。「古森酒造」の長男だが、過去にいたずらで酒を盗んで飲んで気持ち悪くなったという経験から、酒を好めず家業を継ぐことはあまり乗り気でない。
序盤では悪夢に押しつぶされ、眠気に支配され続けた無気力な少年であり、他人のことに興味もなければ家のことを嫌悪していた。食事中において箸の進むスピードは早いことから、食欲はあるようである。しかし様々な経験を通して他人と関わるようになり、家や両親を想う気持ちも強くなっていく。
見かけによらず性格は大雑把でいい加減。心優しい穏やかな一面と対比して、粗野で攻撃的な不良じみた部分もある。例えばトイレで手を洗ったら、ハンカチで手を拭くことなく上着に手をなすりつけるだけなどの性格表現が見られる。部屋の棚はやや乱雑に物が積まれている。本人もカウンセリングの最中に片付けていないと言っている。
彼に課せられた課題は過去の事件と向き合って克服することと、両親の営む小森酒造を担う一員になる（社会的コミュニティへの参加）ことである。その対比として、序盤は酒造業に縁も関わりもない立場を取っており、母と父の仕事関係の客人にも挨拶をすることはなかった。
過去の事件に対し強い恐怖感情を抱いていた（事件のことだけでなく、それが原因で母の症状が悪化し壊れていくこと）が、それを克服していく中で犯人に対する獰猛な怒りも見せ立ち向かうようになる。序盤では弱弱しく内向的だが、決して本人の元から持っている性格ではなく、事件後の心因性症状である。
本人自体は幼少期に酒を盗み飲みしたほど、好奇心や追求心が強く、正義感も強い男性的性格である。身体的にも決して軟弱ではなく、神社の階段を息切らして上るシーンが二度あるが、三度目は普通に昇っているなど、少なくとも匡幸よりは身体能力も高い。
自身を大人と認識し、こどもを目下に扱う傾向も序盤にはある。幼い時のことをガキの時と言い、都の冷たい態度に腹を立て「なんだよ。しょぼんくせぇ(小坊のくせに)」と小声で罵っている。
夢で都と目が合って彼女に一目惚れをするが、冷たくあしらわれたことに腹を立てて、特別なつながりがあると思って何とか関わりを持ちたいと思ようになる。
積極的な行動と恐怖を向き合う勇気によって精神的に強くなっていくが、同時に人に対する（都など）やや粘着質な一面を見せる。それ故に人との距離の測り方を知らず、人のことを考えない発言もしばしば。11年前に誘拐事件で姉を失っている。この事件をきっかけに心的外傷後ストレス障害(PTSD)を発症して、現在もカウンセリングを続けている。ナルコレプシー（睡眠障害）もあり、授業中に眠ってしまうことも少なくない。睡眠中に体外離脱を体験する。
多くの人々の出会いによってPTSDの症状が軽減し、やや内向的だった性格も他者との関わりを求めるようになってゆく。
当初は魂抜けをすることで幽世を自由に動き回ることを楽しんでいるだけだったが、やがて獣の姿へと変身することが可能になり、その後の魂抜けでも最初の二頭身の姿形から“現世”と同じ「リアルな」姿形を保っていられるようになった。その後、幽世の中で死者の集まる場所を訪れたり、自身の脳内のシナプスと繋がっている場所を発見、また「高度に抽象化された世界」（スナークと名乗る者は便宜上「抽象界」と呼ぶ）へ達したりと、3人の中で最も幽世の中を奥深くまで干渉している。
大神 信（おおがみ まこと）
声 - 保志総一朗
中学2年生。拝み屋の「大神拝霊会」の長男。父親は11年前の誘拐事件の後に自殺、母親はいつ頃からか家を出ている。祖母が古森姉弟の監禁場所を指摘したことから、祖母あるいは父親が事件に関わっていたのではないかと疑問を抱いている。学校には気が向いた時以外ほとんど通うことなく、友人もほぼ皆無。ギターを弾くことが唯一の趣味で、フィガリングの練習中に体外離脱を体験する。
元来が一匹狼（苗字とかけてあだ名になっている）的な性質なので他者と共に行動することはなかったが、中嶋匡幸に付きまとわれることで彼や太郎に関わっていき、ダム底の亀岩肺病院で3人が同時に魂抜けをしたことを機に彼らと少しずつ友情を育むことになる。幽世においては太郎が変身したことを目撃してから、自身も狼の姿へと変じることができるようになり、太郎よりもより神霊に近い形状をしている。古森 太郎とは親戚である。古森家が本家、大神家が分家となっている。
中嶋 匡幸（なかじま まさゆき）
声 - 福山潤
東京から水天町に引っ越してきた中学2年生。信のクラスメート。父親は「大日本バイオインダストリーズ」で代表的な立場にいる。自他ともに「ウザい」と認める性格で、執拗に太郎や信から11年前の事件について聞き出そうとしていた。転校前にいた学校で男子生徒の一人を苛めていたことがあったが、彼が学校の屋上から投身自殺を図ったことで罪悪感から高所恐怖症に陥る。彼の持つバーチャルリアリティのゲーム機はその治療も兼ねているのだという。
体外離脱を続けるにつれて「恐怖心」が薄れており、高所恐怖症を克服し、最初は見ぬふりをしていた上級生に絡まれる級友を助けるなどの変化を見せた。
駒玖珠 都（こまぐす みやこ）
声 - 矢島晶子
亀岩神社の一人娘で巫女も務める。小学5年生。両親は離婚し、今は神社を継ぐために帰郷した父親の孝仁と共に暮らしている。中年女性を思わせるほど老成しているところがあり、太郎たちを「近所の悪ガキ」同然に見ている。しかし3人が魂抜けをしたことで関わりが増えてゆき、次第に態度が軟化していく。
3人を軽蔑していたものの、不自由に束縛された自身とは正反対に自由な彼らに対する憧れを抱いていた。
幽世を現世側から視覚するという特異な能力を持っている。魂が対外へ抜け出る「脱魂型シャーマン」である太郎たちに対し、神霊などをその身に宿らせる「憑依型シャーマン」である。しかし憑依に関しては彼女がコントロールできるものではなく、神霊から彼女に強制的に憑依している状態である。
駒玖珠 孝仁（こまぐす たかひと）
声 - 松本保典
亀岩神社の宮司で、都の父。妻綾とは離婚しており、男手一つで都を育てている。東京の大学で民俗学の助教授を務めていたことがある。それ故か、宮司の割りに理屈っぽいところがあり、彼自身もお払いなどによる効果を期待しておらず、形式的に職務を行っている。酒好きで、都の目を盗んでは酒を飲むが、結局のところ都に抜け目なく注意を受ける。本人は男が子供を育てることを心配しているが、面倒見がよく、魂抜けする3人とも深く関わる。
石見 綾（いわみ あや）
声 - 安藤麻吹
都の母。登場回数はとても少ない。国土交通省に勤務しており、都の身の振り方について父考仁の手が及ばなくなった際に動く。しかしそう動くように仕向けた圧力があることを示唆する描写がある。
古森 良弥（こもり よしや）
声 - 立木文彦
古森酒造の蔵元で、太郎の父。趣味はジャズ鑑賞でレコード盤を多数書斎に保管している。妻美樹の体調を気にかけている。また大神信とも親身に接する。
古森 美樹（こもり みき）
声 - 玉川紗己子
良弥の妻。東京から水天町の古森家に嫁ぎ、瑞香と太郎の二児をもうける。娘の死から立ち直っておらず、PTSDを発症している。
古森 瑞香（こもり みずか）
声 - 清水香里
太郎の姉。本編の11年前の誘拐事件で死亡。
瘧師 慧（やくし けい）
声 - 斎賀みつき
古森酒造杜氏。久間田が実家。
平田 篤司（ひらた あつし）
声 - 藤田圭宣
東京から太郎のカウンセリングのために訪れている臨床心理士、心理学者。体質的に酒に弱く、酔ったこともないが、太郎や水天町と関わりを深めていくうちに自身も、幻覚などの変性意識状態を体験していくことになる。眉間を指でたたくようにするのが癖。また体力が比較的無いらしく、亀岩神社の石段ではあえぐように上ってくる。
鳳 麗華（おおとり れいか）
声 - 根谷美智子
大日本バイオインダストリーズ研究員。久間田の病院で脳外科医としても勤務している。
古沢 裕（ふるさわ ゆたか）
声 - 宮下栄治
大日本バイオインダストリーズ研究員。鳳の助手で、染めた髪やピアスが特徴である。ほとんど無口でワープロに主張を打ち続ける。露出の多い鳳に比べ防寒着を着込んでいながら寒がっている。マウスを使った行動実験をしている。
星野 道男（ほしの みちお）
声 - 浅沼晋太郎
太郎や匡幸らと同じ中学の同級生。よく匡幸とつるんでいる。
彼らと関わるうちに魂抜けが出来るようになる。序盤ではただのモブ程度の出演だったが、いつのまにか主要キャラ4人の隣に並ぶほどメインキャラに抜擢された。終盤でも、ムササビ姿のパジャマという奇怪な姿で神霊を開放するなどの活躍を見せる。
大神 姫子（おおがみ ひめこ）
声 - 谷育子
信の祖母で、大神拝霊会で巫女をつとめる。数十年前に人気全盛のころ、政界関係者と強いパイプを築く。
加畑 憲子（かばた のりこ）
声 - 峰あつ子
審神者（サニワ）。姫子に引き取られた元巫女。
実質的に大神拝霊会を取り仕切っている。
中嶋 康弘（なかじま やすひろ）
声 - 大川透
匡幸の父親。大日本バイオインダストリーズ主任研究員。
中嶋 智香（なかじま ともか）
声 - 中村千絵
匡幸の母親。専業主婦のようであるが水天町に転居してからはゲームとアルコールばかりに熱中している。
大神 英夫（おおがみ ひでお）
信の父親。12年前の誘拐事件直後不可解な自殺を遂げる。
田辺 早苗（たなべ さなえ）
声 - 日野由利加
信の母親。夫である英夫の死後、大神の家を出て、直人とともに暮らしている。
貝原 直人（かいばら まさと）
声 - 速水奨
久間田の自宅で早苗の面倒を見る。慧の同級生。
鈴木 誠一（すずき せいいち）
声 - 西凜太朗
フリーライターを装い、水天町を視察している公安調査官。
猿田 彦麿（さるた ひこまろ）
声 - 小村哲生
全国の山を巡る人物。本人曰く生まれは千葉の港町とのこと。
塩田 千帆（しおた ちほ）
声 - 井口裕香
都の親友。
矢崎 基（やざき もとい）
声 - 浦山迅
水天町町長。町長選挙では対抗候補2人を振り切り三選を果たしている。大神秀夫・田辺早苗・駒玖珠孝仁の3人とは友人関係にあった。
漫画版では物語の根幹を担う重要人物として登場し容貌や経歴も大きく異なる。
大矢 栄一（おおや えいいち）
声 - 佐藤美一
廃墟のパチンコ店で肝試しをしていた高校生4人グループの一人。メンバーからの呼び名は「えーちゃん」が多い。肝試しの出来事以来神霊がみられるようになったらしく、不意にコンビニで魂抜けした匡幸の姿を見て動転してしまう。
川村 浩幸（かわむら ひろゆき）
声 - 永田昌康
高校生4人グループの一人。コンビニで動転した栄一をなだめようとする。最終話では紺色の雨合羽を着用している。
小木 ナミエ（おぎ ナミエ）
声 - 遠藤綾
高校生4人グループの一人。明るい茶髪でツインテールが特徴。グループの中では最も背が低い。最終話では台風で風雨が強まる中、ピンクの上着と青いスカート姿で登場。肩を組んでくる大矢に甲斐甲斐しく傘を差してあげている。登場するときの服装はピンクの上着ばかりである。
岩崎 佳美（いわさき よしみ）
声 - 中島絵美
高校生4人グループの一人。暗い茶色の髪でウェーブがかかっているのが特徴。
楡 誉（にれ ほまれ）
声 - 宮下栄治
工事家と呼ばれる非合法な事柄を扱う工作員の一人。信を警棒で脅す武闘派。
竹葉 昌照（たけば あきてる）
声 - 伊藤栄次
工事家と呼ばれる非合法な事柄を扱う工作員の一人。信の指紋がついたナイフを持ち出して脅す。サングラスをかけ右目下に特徴的なほくろがある。
富岡 眞（とみおか まこと）
声 - 咲野俊介
鈴木誠一の所属する組織の上司。鈴木から課長と呼ばれていた。登場時間は短いが事件の背景をにおわせる重要な情報を鈴木に伝える。ヘビースモーカー。
井沢 常治（いざわ つねはる）
声 - 咲野俊介
町役所前にある居酒屋「千歳」の主人。
井沢 芳江（いざわ くにえ）
声 - 北條文栄
町役所前にある居酒屋「千歳」の女将。
インスペック（声）
声 - 清水香里
変性意識状態のなかで太郎に語りかけ太郎を導く謎の存在。
警備ロボット（けいびロボット）
声 - 玉川紗己子
大日本バイオインダストリーズ内を巡回する警備ロボット。アニメ内の描写では1m四方の丸みを持った四角いボディー。対角上に4脚の動輪付き脚を持ち、直進・後退・停止・方向転換・回転など多彩な運動能力を持つ。ボディーカラーは黄色を主体に塗装されている。4面のうちの1面に上下方向へ向けられる光学ズーム機能付き動画監視カメラを搭載し、施設の固定カメラと協調して生体認証を行っている。本体上部の中央に突起があり、走行中に上下に伸び縮みする。巡回警備中時には幼児の喃語のような音声を発し、破壊されると「ふぅーん」といううなり声を出す。
殿田三羽烏（とのださんばがらす）
鈴木誠一の所属する組織の、タメ口で話す仲の人物。時折電話で連絡を取り合っていた。富岡と同一人物かどうかは不明。

## 用語
作中で心理学用語や脳科学用語などといった、専門用語が多出するのがこの作品の特徴ともいえる。各話のサブタイトルも同様のものが使われていて、次回予告内でその用語の説明、また関連する物事についての説明がなされている。
作品内で実際に使われている用語は、いわばそれらの専門用語と幻想的（非現実的）な設定を組み合わせることで、いわゆる現実世界内における「解釈」のための用語ではなく、字義通りのものへとなっている。
幽世（かくりよ）
人間たちの住む世界“現世”と重なり合って存在する霊的な異世界。神霊や死者の住まう世界でもあり、現実世界と同様の風景が広がる一方で別の場所へと通じているところもある。
太郎たちは魂抜けすることで幽世に入っているが、鳳麗華の脳に関する説明では実際には魂抜けしているのではなく脳内現象であるとも解釈ができる。孝仁は「幽世」という言葉に対して、単に「死後の世界」を意味しているわけでなく、人間たちが立ち入れない場所――つまり森や山なども昔はそう呼ばれていたと説明している。
太郎たちは幽世では、想像したものを自由に実現させられることを証明している。太郎や信は獣へと変身することが可能となり、匡幸はゲーム内における武装を使えるようになっている。また太郎は長時間、魂抜けをしている中で「死者の集まる場所」や「高度に抽象化された世界」（抽象界）へとも足を踏み入れている。その場で「スナーク」と呼ばれる存在に出会うが、彼は自身について「ブージャム」だと説明する。太郎の「意味が分からない」という言葉に対して「その通りさ」と返している。抽象界に「ここはどこなのか？」という問いは無意味だとも太郎に言っていた。
魂抜け（たまぬけ）
体外離脱体験（O.B.E.）とも呼ばれる、肉体より抜け出して霊的な世界を知覚する能力。作中では、信が「魂抜け」と呼び、カウンセラーの平田篤司はそれを「体外離脱体験」と呼んでいるがどちらも同義である。またスナークは太郎が肉体を脱して幽世に入っている状態を「そちらの世界」の用語としていて、また興味深いとも漏らしている。この能力者を民俗学などでは「脱魂型シャーマン」と呼んでいる。
E.M.D.R.（眼球運動による脱感作と再処理）
カウンセラーの平田篤司が太郎の治療に際して用いている手法。作中でもカウンセリングのシーンで垣間見ることができる。また、太郎の母親にも行っていた。

## その他の用語
KMART（けーまーと）
コンビニエンスストア。水天町ではコンビニの描写が唯一ある店舗。日本に過去実在したKマートとは無関係の店名。コンビニではあるが、24時間営業を謳う看板やマークはない。化粧品の在庫が多い。
亀岩ダム（かめいわだむ）
水天町上流の旧亀岩村に建設された架空のコンクリートダム。年間3分の1は干上がっていると言われ、水没した村の残骸が土砂に混じって垣間見られる。
大日本バイオインダストリーズ
水天町に研究施設を構える大企業。国益に関わる研究を行っているため国内外の関係筋から注目されており、そのため日本政府から情報保全のために内偵されている。他の士郎正宗関連作品に登場する大日本技研との関係は不明。
バイオイド
大日本バイオインダストリーズが研究開発していた人工生物。他の士郎正宗関連作品に登場するバイオロイドとの関係は不明。

## スタッフ
- 原作 - Production I.G・士郎正宗
- 原作協力 - クロスロード
- 監督 - 中村隆太郎
- シリーズ構成・脚本 - 小中千昭
- キャラクターデザイン・総作画監督 - 岡真里子
- 美術デザイン - 荒井和浩
- 小物デザイン - 植田実
- 神霊デザイン - 塩谷直義
- 色彩デザイン - 佐野ひとみ
- 美術監督 - 小倉宏昌
- 撮影監督 - 大庭直之
- 3D監督 - 小林賢次
- 編集 - 濱宇津妙子
- 音楽 - TENG
- 音響監督 - 鶴岡陽太
- プロデューサー - 木下哲哉、片桐大輔、森下勝司、山崎史紀、米澤正弘
- アニメーションプロデューサー - 川口徹
- アニメーション制作 - Production I.G
- 製作 - 『神霊狩/GHOST HOUND』製作委員会（ポニーキャニオン、WOWOW、Production I.G、ショウゲート、マッグガーデン、TYO）

## 主題歌
オープニングテーマ「ポルターガイスト」
歌・作詞・作曲 - 小島麻由美 / 編曲 - 小島麻由美×塚本功
エンディングテーマ「Call My Name〜風鳴りの丘〜」
作詞 - 藤井響子（tangerine.） / 作曲 - 蒲池愛 / 編曲 - aikamachi+nagie / 歌 - Yucca

## 各話リスト
| 話数 | サブタイトル                                                                                                  | 脚本       | 絵コンテ   | 演出       | 作画監督        |
| ---- | --- | ---------- | ---------- | ---------- | --------------- |
| 1    | Lucid Dream -明晰夢-                                                                                          | 小中千昭   | 中村隆太郎 | 中村隆太郎 | 岡真理子        |
| 2    | E.M.D.R. -Eye Movement Desensitization and Reprocessing- -眼球運動による脱感作と再処理-                       | 小中千昭   | 中村隆太郎 | 中村隆太郎 | 石井明治        |
| 3    | Phobia Exposure -恐怖症曝露-                                                                                  | 小中千昭   | 岩崎太郎   | 岩崎太郎   | 植田実          |
| 4    | Altered States of Consciousness -変成意識-                                                                    | 小中千昭   | 湖山禎崇   | 松澤建一   | 浜森理宏 植田実 |
| 5    | O.B.E. -Out of Body Experience- -体外離脱体験-                                                                | 小中千昭   | 湖山禎崇   | 筑紫大介   | 小谷杏子        |
| 6    | Brain Homunculus -脳の中のホムンクルス-                                                                       | 小中千昭   | 山田勝久   | 玉田博     | 澤田譲治        |
| 7    | L.T.P. -Long Term Potentiation- -シナプス回路を変化させ、それを維持する能力 "人間の脳に於ける長期記憶の正体"- | 小中千昭   | 川崎逸朗   | 川崎逸朗   | 中村光宣        |
| 8    | Revolution of Limbic System -脳の扁桃体を中心とする記憶・情動を司る大脳辺緑系-その革命-                       | 小中千昭   | 山田勝久   | 安藤貴史   | 松浦仁美        |
| 9    | Existential Ghosts -実存主義的なる神霊-                                                                       | 小中千昭   | 岩崎太郎   | 岩崎太郎   | 矢萩利幸        |
| 10   | Affordance/T.F.T. -Thought Field Therapy- -アフォーダンス[環境が生物に提供するもの]/思考場療法-               | 小中千昭   | 曙竜倶     | 蔵本穂高   | 澤田譲治        |
| 11   | Syntax Error -論理的統辞論に於ける過ち/プログラム・バグ-                                                      | 小中千昭   | 筑紫大介   | 筑紫大介   | 植田実          |
| 12   | Homeostasis Synchronization -恒常性維持機能同調効果-                                                          | 小中千昭   | 山田勝久   | 玉田博     | 石井明治        |
| 13   | For the Snark was a Boojum, you see. -そう、そのスナークはブージャムだった-                                   | 小中千昭   | 川崎逸朗   | 川崎逸朗   | 小谷杏子        |
| 14   | Emergence Matrix -創発基盤-                                                                                   | 小中千昭   | 山田勝久   | 高島大輔   | 松浦仁美        |
| 15   | Toward an Abandoned City -廃市へ-                                                                             | 小中千昭   | 新留俊哉   | 新留俊哉   | 中村光宣        |
| 16   | Hopeful Monster -希望的な怪物-                                                                                | 小中千昭   | 安藤貴史   | 安藤貴史   | 田畑昭 澤田譲治 |
| 17   | Implicate Order -内在秩序-                                                                                    | 小中千昭   | 岩崎太郎   | 岩崎太郎   | 植田実          |
| 18   | Holographic Paradigm -水辺の量子重力理論-                                                                     | 小中千昭   | 山田勝久   | 蔵本穂高   | 松浦仁美        |
| 19   | Negentropy -可塑性時間-                                                                                       | 谷村大四郎 | 新留俊哉   | 筑紫大介   | 小谷杏子        |
| 20   | Shaman's District -シャーマンの領域-                                                                          | 小中千昭   | 山田勝久   | 下司泰弘   | 石井明治        |
| 21   | Stochastic Resonance -確率共鳴-                                                                               | 小中千昭   | 新留俊哉   | 新留俊哉   | 中村光宣        |
| 22   | Passage -道程/暗黙知の次元-                                                                                   | 小中千昭   | 中村隆太郎 | 中村隆太郎 | 植田実 岡真理子 |

## 放送局
| 放送地域 | 放送局 | 放送期間                      | 放送日時                                                           | 放送系列       | 備考                               |
| -------- | ------ | ----------------------------- | ------------------------------------------------------------------ | -------------- | ---------------------------------- |
| 日本全域 | WOWOW  | 2007年10月18日 - 2008年4月3日 | 木曜 23:30 - 24:00（1話 - 12話） 木曜 24:00 - 24:30（13話 - 22話） | BSデジタル放送 | 翌週月曜にスクランブル枠にて再放送 |
| 埼玉県   | テレ玉 | 2008年10月2日 - 2009年2月26日 | 木曜 24:30 - 25:00                                                 | 独立UHF局      | アニたま枠                         |

## ゲーム
2008年7月31日には、5pb.よりニンテンドーDS専用アドベンチャーゲーム『神霊狩/GHOST HOUND DS』が発売された。レーディングは12才以上対象。内容はアニメ版とほとんど同じだがエピローグとして後日談が収録されている。

## 漫画
『月刊コミックブレイド』で朝日奏多による漫画『神霊狩 ANOTHER SIDE』が連載されていた。単行本は全二巻。内容は太郎の話を中心に組み直しており、アニメ版の登場人物の多くが登場せず、逆に脇役だった人物が重要人物になり後半の展開が違うなど内容は大きく異なる。